# Мазерис (Удине)
Мазерис је насеље у Италији у округу Удине, региону Фурланија-Јулијска крајина.
Према процени из 2011. у насељу је живело 191 становника. Насеље се налази на надморској висини од 131 м.